# Podgorci (Chorwacja)
Podgorci – wieś w Chorwacji, w żupanii bielowarsko-bilogorskiej, w gminie Rovišće. W 2011 roku liczyła 444 mieszkańców.